# Státní veterinární ústav Jihlava
Státní veterinární ústav Jihlava (SVÚ Jihlava) je příspěvková organizace zřízená Ministerstvem zemědělství za účelem zabezpečení veterinární laboratorní diagnostiky podle § 44, odst. 2 zákona č. 166/1999 v platném znění. Řídící organizací SVÚ Jihlava je Státní veterinární správa. Činnosti SVÚ Jihlava spadají do širších oblastí ochrany a kontroly zdraví zvířat (a potažmo ochrany zdraví člověka) a ochrany spotřebitele; zde především u potravin živočišného původu. Hlavní činností je laboratorní podpora státního veterinárního dozoru, ústav ale zároveň poskytuje komerční služby v uvedených oblastech.
Poskytování služeb SVÚ Jihlava pro účely státního veterinárního dozoru je regionálně vymezeno teritorii Kraje Vysočina, Pardubického kraje, Jihočeského kraje, a částečně Plzeňského kraje a Jihomoravského kraje.

## Historie
SVÚ Jihlava byl zřízen společně s dalšími státními veterinárními ústavy rozdělením Ústředního státního veterinárního ústavu Praha ke dni 31. 12. 1990 na jednotlivé subjekty. Procesem postupné optimalizace sítě státních veterinárních laboratoří byl počet takto vzniklých SVÚ redukován na současné tři státní veterinární ústavy (viz sesterské organizace). SVÚ Jihlava nyní kromě hlavního pracoviště v Jihlavě provozuje i pracoviště v Českých Budějovicích, které vzniklo administrativním zrušením bývalého SVÚ České Budějovice ke dni 31. 12. 2013 jeho sloučením s SVÚ Jihlava.

## Předmět činnosti
Předmět činnosti SVÚ Jihlava je definován zřizovací listinou:
- laboratorní diagnostika chorob zvířat;
- mikrobiologické, chemické, případně senzorické zkoušení vzorků biologického materiálu, potravin, krmiv, vody, prostředí případně dalších vzorků za účelem posouzení jejich zdravotní nezávadnosti a jakosti;
- laboratorní kontrola hygieny plemenitby zvířat;
- zjišťování cizorodých látek v potravinovém řetězci člověka a v prostředí;
- výkon činnosti akreditované zkušební laboratoře a akreditovaného certifikačního orgánu pro výrobky[4] v rozsahu platné akreditace[5]

## Organizační struktura
SVÚ Jihlava je organizačně rozdělen takto:
- oddělení chemie
  - laboratoř plynové chromatografie
  - laboratoř kapalinové chromatografie
  - laboratoř LC-MS/MS konfirmací reziduí veterinárních léčiv
  - laboratoř spektrálních technik stanovení prvků
  - laboratoř chemického vyšetřování vod, chemie potravin
  - laboratoř chemie krmiv
  - laboratoř mykotoxinů
  - laboratoř reziduí inhibičních látek
  - laboratoř toxikologie a biochemie
- oddělení hygieny potravin
  - laboratoř hygieny potravin (mikrobiologie, mikrobiální toxikologie, mykologie)
  - laboratoř mikrobiologie masa
  - laboratoř mikrobiologie mléka a pitné vody
  - laboratoř falšování výrobků
  - laboratoř kontroly kultivačních médií
  - laboratoř stanovení alergenů a kontroly bezlepkových výrobků
  - laboratoř technické mikrobiologie
  - laboratoř pro kontrolu kosmetiky
  - laboratoř pro kontrolu biomateriálů
  - laboratoř pro smyslová posuzování potravin
  - laboratoř patogenů
  - pracoviště hygieny potravin, krmiv a vod v Českých Budějovicích
- oddělení virologie a sérologie
  - laboratoř přípravy vzorků
  - laboratoř sérologie
  - laboratoř virologie
  - laboratoř molekulární biologie
  - laboratoř tkáňových kultur
  - laboratoř BSE/TSE
  - laboratoř BL3
  - pracoviště virologie a sérologie v Českých Budějovicích
- oddělení bakteriologie, včetně pracoviště v Českých Budějovicích
- oddělení parazitologie, včetně pracoviště v Českých Budějovicích
- oddělení patologie
  - pitevna
  - laboratoř histologie a imunohistochemie
  - pracoviště patologie a histologie v Českých Budějovicích

## Referenční laboratoře
Na SVÚ Jihlava působí:
- národní referenční laboratoře (NRL) pro:[6]
  - Listeria monocytogenes
  - mykotoxiny a další přírodní toxiny, barviva, antibakteriální (inhibiční) látky a rezidua veterinárních léčiv
  - BSE a animální transmisivní encefalopatie
  - maso a masné výrobky
  - klasický mor prasat a africký mor prasat
  - katarální horečku ovcí (bluetongue)
  - infekční bovinní rhinotracheitidu (IBR/IPV)
- referenční laboratoře (RL) pro:[7]
  - africký mor koní
  - bovinní virovou diarrhoeu (BVD/MD)

## Sesterské organizace
- Státní veterinární ústav Praha
- Státní veterinární ústav Olomouc